# Castelseprio

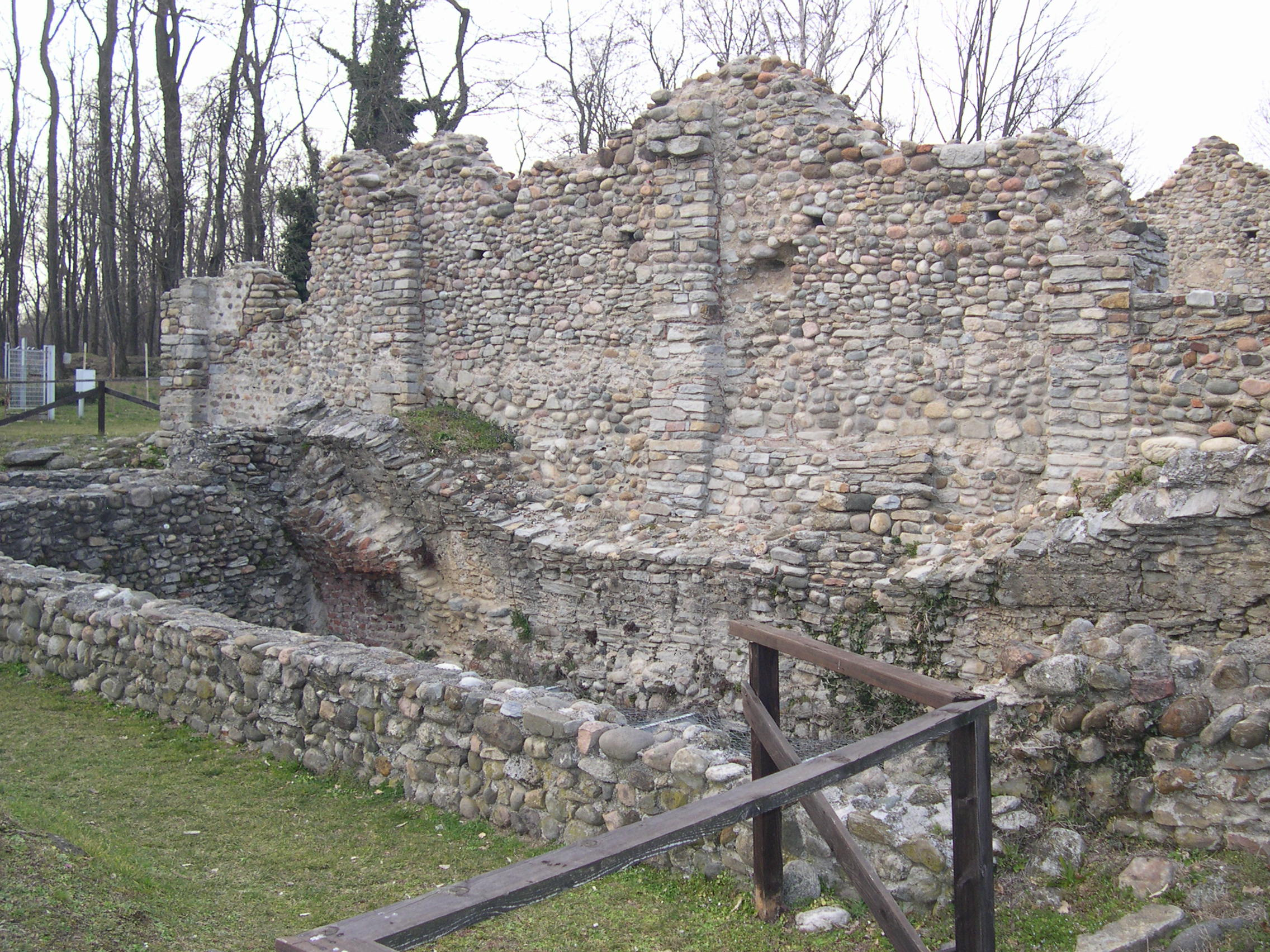
Rovine del castrum

Castelseprio (Sìbrion o Visevar in dialetto varesotto) è un comune italiano di 1 330 abitanti della provincia di Varese in Lombardia. Il capoluogo è posto in Vico Seprio (Visèvar in dialetto varesotto), mentre a Castel Seprio restano i ruderi dell'abitato distrutto nel XIII secolo, ora protetto da una zona archeologica dichiarata nel 2011 Patrimonio dell'umanità dall'UNESCO quale parte del sito seriale Longobardi in Italia: i luoghi del potere.

## Geografia fisica

### Idrografia
Castelseprio è lambito dal fiume Olona, si trova nella valle omonima sulla riva destra ed è interessato da alcuni corsi d'acqua minori, come il Tenore e il suo affluente Ronchè, il Refreddo e la Roggia Milinara. Il Tenore, scorre nei boschi ad ovest del paese, nei quali scorre anche il Ronchè, un suo affluente. Da Castelseprio scende nell'Olona il Refreddo, che raccoglie le acque di alcune sorgive. In Valle Olona, si trova lo stagno Buzonel, alimentato da alcune sorgive.
A Castelseprio, l'Olona dà origine ad una Roggia Molinara, che un tempo muoveva le pale dell'antico Mulino Zacchetto, ora in avanzato stato di degrado.

## Storia
Castelseprio è conosciuto per la zona archeologica, il borgo fortificato che fu capoluogo del Contado del Seprio. Castelseprio sorse intorno al IV secolo, in epoca romano-bizantina, come postazione difensiva nell'epoca delle invasioni barbariche, fenomeno anche indicato con il termine tedesco Völkerwanderung ("migrazioni di popoli"). Da Sibrium, nome latino di Castelseprio, passava la via Novaria-Comum, strada romana che congiungeva Novaria (la moderna Novara) con Comum (Como) passando per Sibrium (Castelseprio).
I domini del Seprio andavano dal Lago di Lugano al monte Ceneri, a Parabiago, fino a Ponte Chiasso, alla valle d'Intelvi e al Ticino, al lago Maggiore. Castelseprio divenne in epoca bizantina capitale amministrativa, giudiziaria e militare e mantenne la propria importanza fino a quando Milano e Como cominciarono a insidiarlo per impadronirsi del vasto territorio.
Fu distrutta dai milanesi nel 1287 con il tradimento di alcuni alpigiani della valle dell'Ossola. Ottone Visconti, arcivescovo di Milano, decretò che la roccaforte non venisse mai più ricostruita. Vennero risparmiati solo gli edifici sacri.
Per cinque secoli la vegetazione ricoprì i resti del castrum. Il castrum è considerato un sito archeologico di importanza europea. Affreschi nella chiesa di Santa Maria foris portas, i resti della basilica di San Giovanni e quelli di San Paolo. Dello stesso unicum archeologico è il monastero di Torba, gestito dal FAI.
La zona archeologica è stata dichiarata il 26 giugno 2011 Patrimonio dell'umanità dall'UNESCO, quale parte del complesso di siti archeologici legati al dominio dei Longobardi in Italia ("Longobardi in Italia: i luoghi del potere (568-774)").

### Simboli
Lo stemma e il gonfalone sono stati concessi con DPR del 10 maggio 1972. Lo stemma comunale è: partito controfasciato di rosso d'argento; alla bordura di azzurro.
Il gonfalone è un drappo partito di bianco e di rosso.

## Società

### Evoluzione demografica
- 301 nel 1751
- 364 nel 1771
- annessione a Carnago nel 1809
- 466 nel 1853
- 491 nel 1859
- annessione a Carnago nel 1928

Abitanti censiti

## Amministrazione
Castelseprio fu in provincia di Como dal 1801 al 1927.